# Nyköpings folkhögskola
Nyköpings folkhögskola är en dagfolkhögskola med plats för cirka 200 kursdeltagare som ligger i centrala Nyköping. Skolan startade 1970 som en filial till Stensunds folkhögskola utanför Trosa. 1985 blev skolan självständig.
Nyköpings folkhögskola har en allmän kurs med, förutom kärnämnena engelska, matematik och svenska, behörighetsgivande kurser inom samhälle, historia, naturkunskap, psykologi och religion. Dessutom har skolan särskilda kurser inom läderhantverk, musik, filmproduktion, skrivande samt kurser för digitala nybörjare och en utbildning till lärarassistent.